# تودوتی، زاوخان
تودوتی، زاوخان (به لاتین: Tüdevtei, Zavkhan) یک منطقهٔ مسکونی در مغولستان است که در استان زوخان واقع شده‌است.